# Батчиков, Сергей Анатольевич
Сергей Анатольевич Батчиков (род. 8 октября 1953) — российский экономист и предприниматель. Эксперт-латиноамериканист, вице-президент Российского общества дружбы с Кубой.

## Биография
Окончил кафедру социально-экономической географии зарубежных стран географического факультет МГУ и аспирантуру Института мировой экономики и международных отношений АН СССР. В 1989—1992 годах — директор советско-перуанской совместной биостанции Российской академии наук. Как позднее говорил сам Батчиков, в период работы в Академии наук он был знаком с Борисом Березовским. В первых числах октября 1992 года пришёл на работу в управление Латинской Америки Министерства внешнеэкономических связей.
Работал заместителем председателя совета директоров компании «Интеррос» Владимира Потанина. Был членом совета директоров страхового общества «РЕСО-Гарантия». Член совета банка «Югра» (ОАО АКБ «Югра») (по состоянию на 2005 год). Является председателем правления организации «Российский торгово-финансовый союз».
В 2003 году баллотировался в Государственную думу России по списку КПРФ, в федеральном списке значился как советник по инвестиционным программам ООО «Мак-Центр». Согласно информации «Независимой газеты», в 2004 году возглавлял предвыборный штаб Сергея Глазьева, ранее участвовал в разработке экономической программы КПРФ и в предвыборной кампании Глазьева в Красноярском крае.
Кандидат экономических наук, действительный член Международной академии корпоративного управления. Автор более 50 научных публикаций по экономическим вопросам. Соавтор книги Глазьев С. Ю., Кара-Мурза С. Г., Батчиков С. А. «Белая книга. Экономические реформы в России 1991—2001 гг.» Эксмо, 2003 ISBN 5-699-01367-9.
Принимал участие во встречах с Ф. Кастро, первый раз - в Гаване в феврале 1985-го в составе делегации Академии наук СССР.

## Политические взгляды
Является критиком существующей власти в России и политики Владимира Путина.
В 2005 году в редакции газеты «Завтра» прошёл круглый стол, посвящённый критике «приоритетных национальных проектов» (принимали участие экономисты Дмитрий Львов, Николай Петраков, Сергей Глазьев, Михаил Делягин), на котором Батчиков, в частности, заявил:

Ведь эти «проекты» вовсе не отменяют реальные замыслы реформирования школы, здравоохранения, ЖКХ — те проекты, которые вызывают резкое неприятие подавляющего большинства населения. Все эти шаги по ликвидации науки, расчленению РАО ЕЭС, ломке высшего образования — реализация того, что условно можно назвать «курсом Чубайса». Реализация курса, вызывающего уже холодную ненависть большинства населения России. Не в этом ли смысл «национальных проектов» — служить дымовой завесой, скрывать форсированный демонтаж главных систем социальной сферы нашей страны?…
Заявленные «национальные проекты» не являются шагом к структурной перестройке и модернизации главных систем хозяйства и социальной сферы, не обнаруживают признаков переориентации государственной политики. Предусмотренные в них вливания средств несоизмеримы с масштабом проблем, которые обещают разрешить эти «проекты».

Своё мнение Батчиков повторил на круглом столе в агентстве «Росбалт» и в статье для «Российского экономического журнала».
Является членом «Изборского клуба», созданного в 2012 году.

## Публикации
- Батчиков С. А. Выдвижение «приоритетных национальных проектов»: шаг к долгожданной социальной переориентации реформационного курса? // Российский экономический журнал. — 2005. — № 9-10. (критическая статья)
- Батчиков С. А. Глобализация — управляемый хаос // Электронный информационный портал «Русский интеллектуальный клуб».